# Misumena adelae
Misumena adelae es una especie de araña cangrejo del género Misumena, familia Thomisidae.

## Distribución
Esta especie se encuentra en Argentina.